# 徐庆云
徐庆云（1880年—1931年），民国上海买办、纺织业巨商，有“棉纱大王”之称。名维训，字庆云，以字行，又字品伟，慈城人。

## 生平
生于大清浙江省宁波府慈溪县慈城镇（今属宁波市江北区）。出生纱业世家，父亲徐锦章，已在上海开有纱号，经营棉纱，但患病早逝。有子徐懋棠、徐懋昌，均为民国时期著名银行家。
1896年，徐庆云赴上海，在俞福谦开设的纱行做学徒。俞福谦出自慈城小东门俞宅，是上海早期纱业巨商。
1902年，与人合伙在上海开设福泰棉纱号。1918年，第一次世界大战接近尾声，以百万两巨资，盘进德商棉布，高价抛售，大幅获利，一举成为上海滩纱业巨商。在经营纱业的同时，又开设福泰金号，精于标金生意。
1922年，充任大英银行买办。1923年，斥巨资盘进著名的大丰纱厂，易名为“大丰庆记纱厂”，出任总经理。并创建上海纱业公所。与穆藕初、荣宗敬等上海纺织业著名商人合伙创办上海华商纱布交易所。曾先后担任纱业公所董事，上海华商纱厂联合会董事，华商纱布交易所理事长等纱业领导职务。
徐庆云也是钱业巨子，在上海独资或与人合资创办很多钱庄。如：1918年，创办恒隆钱庄；1923年，创办敦余泰记钱庄；1929年，创办恒来钱庄；1931年，创办恒异钱庄；1936年，创办寅泰钱庄；还有同庆钱庄等等。

## 公共职务
徐庆云曾任：
- 上海公共租界纳税华人会委员
- 国民政府工商部国货展览会委员
- 上海市商人整理会委员
- 兵工厂接受保管委员会委员
- 商品陈列所审查评议会委员
- 浙江水灾筹赈会委员
- 吴淞水利协会委员
- 上海总商会会董
- 宁波旅沪同乡会会董

## 慈善
徐庆云热衷慈善事业，曾多次斥巨资救灾，支持慈善事业。
- 1930年，斥资5万元，改造宁波老新江桥（今灵桥）[4]
- 担任四明孤儿院董事
- 担任鄞奉公益医院董事

去世前，在遗愿中捐献20万元在慈溪县建学校、医院、养老院各一所。并以30万元本金设立基金，以每年的利息作为慈善机构的日用开销。并另捐献10万元作为其他慈善活动的经费。